# مضخة ذات مكبس

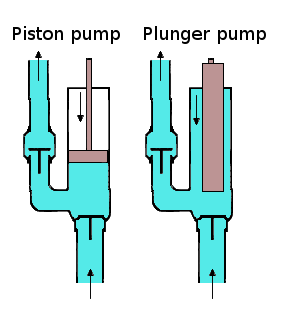
مضخة ذات مكبس مقارنًة بالمضخة ذات الغطاس

المضخة ذات المكبس هي إحدى أنواع المضخات ذات الإزاحة الإيجابية حيث يحدث تبادل بين فرعي المضخة المكبس وفرع المائع المضغوط، وتُستخدم المضخات ذات المكبس لدفع الموائع أو لضغط الغازات، وكانت تُسمي أول مضخة ذات مكبس بالسيفون واخترعت بواسطة ستيسيبيوس اليوناني.

## الأنواع
هناك نوعين من المضخات ذات المكبس:
1. مضخة رفع.
2. مضخة دفع.[3]

- والنوعين يعملان إما بواسطة محرك أو يدويًا.

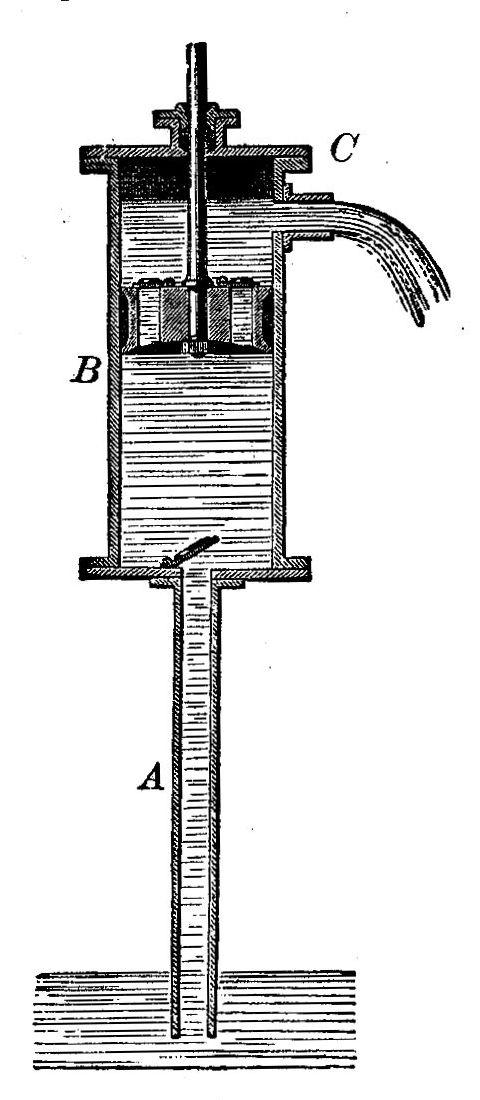
مضخة رفع
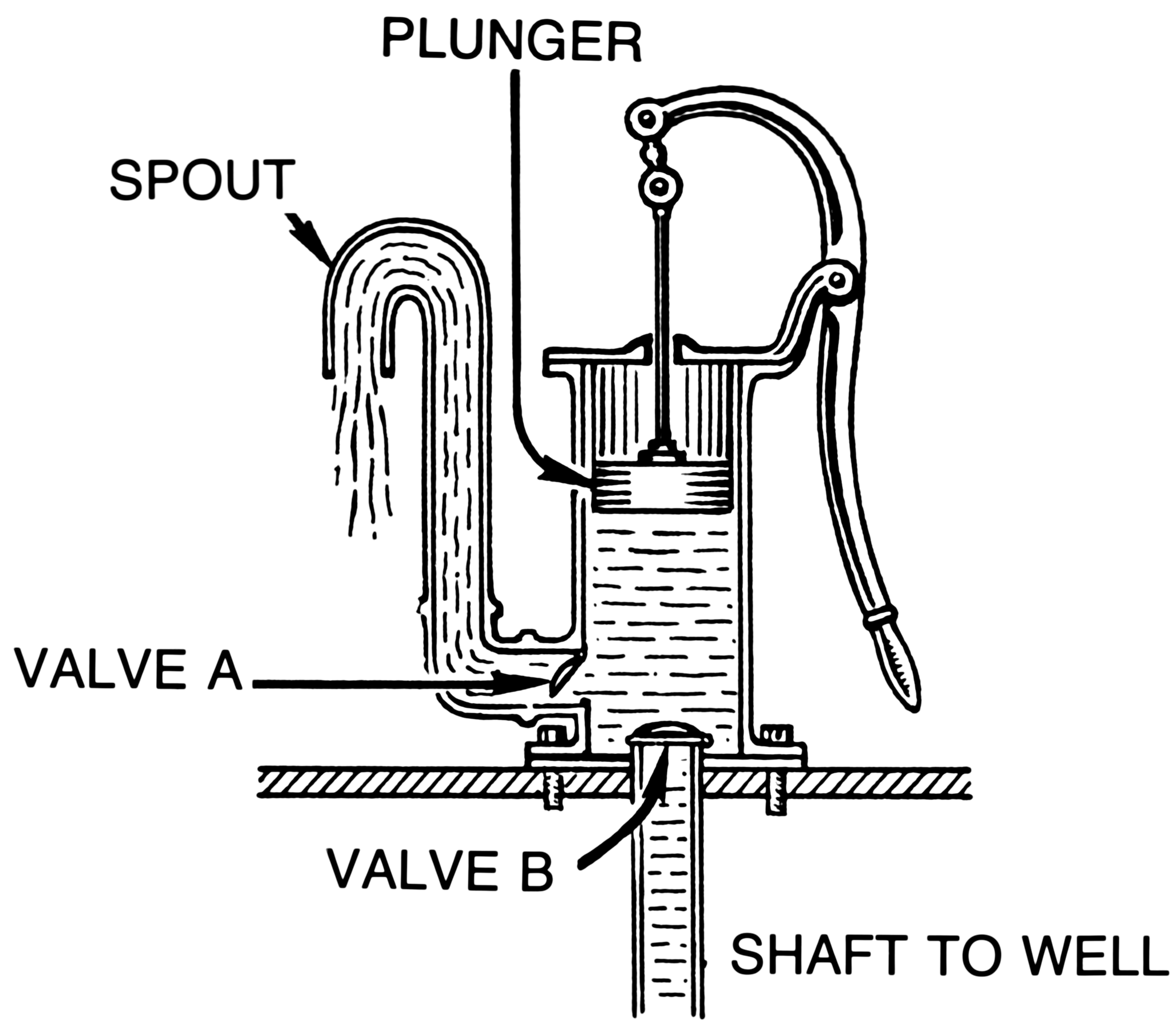
مضخة دفع

### مضخة الرفع
وفيها يكون شوط المكبس لأعلى هو الشوط الذي يتم فيه سحب المياه بواسطة صمام حتي يمتلأ به الجزء السُفلى من الاسطوانة، بينما في شوط المكبس لأسفل تمر المياه عبر صمامات تُوجد في المكبس نفسه لتمر إلى الجزء العلوي من الاسطوانة، وفي شوط المكبس التالي لأعلى يتم دفع المياه الموجودة أعلى المكبس خارج الاسطوانة بواسطة الصنبور أو المنفذ.

### مضخة الدفع
وفيها يكون شوط المكبس لأعلى يتم سحب المياه بواسطة الصمام إلى داخل الاسطوانة، بينما في شوط المكبس لأسفل يتم تصريف المياه من خلال صمام خارج إلى خارج الاسطوانة عبر أنبوب.

### أنواع أخرى
- مضخة ذات مكابس محورية.
- مضخة ذات مكابس قطرية.